# Montcarra
Montcarra is een gemeente in het Franse departement Isère (regio Auvergne-Rhône-Alpes) en telt 415 inwoners (2005). De plaats maakt deel uit van het arrondissement La Tour-du-Pin.

## Geografie
De oppervlakte van Montcarra bedraagt 4,9 km², de bevolkingsdichtheid is 84,7 inwoners per km².
De onderstaande kaart toont de ligging van Montcarra met de belangrijkste infrastructuur en aangrenzende gemeenten.

## Demografie
Onderstaande figuur toont het verloop van het inwonertal (bron: INSEE-tellingen).